# Saint-Michel-sur-Rhône
Saint-Michel-sur-Rhône ist eine französische Gemeinde mit 872 Einwohnern (Stand: 1. Januar 2022) im Département Loire in der Region Auvergne-Rhône-Alpes. Die Gemeinde gehört zum Arrondissement Saint-Étienne und ist Teil des Kantons Le Pilat. 

## Geografie
Saint-Michel-sur-Rhône liegt etwa 28 Kilometer östlich von Saint-Étienne an der Rhône. Die Gemeinde wird von den Nachbargemeinden Vérin im Norden, Saint-Clair-du-Rhône im Osten und Südosten, Chavanay im Süden sowie Chuyer im Westen umgeben.
Saint-Michel-sur-Rhône liegt im Regionalen Naturpark Pilat. 

## Bevölkerungsentwicklung
| Jahr                       | 1962 | 1968 | 1975 | 1982 | 1990 | 1999 | 2006 | 2017 |
| -------------------------- | ---- | ---- | ---- | ---- | ---- | ---- | ---- | ---- |
| Einwohner                  | 307  | 299  | 344  | 503  | 613  | 637  | 741  | 826  |
| Quellen: Cassini und INSEE |      |      |      |      |      |      |      |      |